# میخال سوخانک (بازیگر)
میخال سوخانِک (چکی: Michal Suchánek؛ زادهٔ ۲۵ ژوئیهٔ ۱۹۶۵) بازیگر، مجری و کمدین اهل جمهوری چک است. او نویسنده و بازیگر برنامه تلویزیونی محبوب چک و اسلواکی به نام «Tele Tele» به همراه دوستش ریخارد گنتسر است.
از فیلم‌ها یا برنامه‌های تلویزیونی که وی در آن نقش داشته‌است می‌توان به روزی روزگاری یک پلیس و خیابان اشاره کرد.